# 塩化ピリジニウム
塩化ピリジニウム(Pyridinium chloride)は、化学式C5H5NHClの有機化合物である。

## 合成
塩化ピリジニウムは、ピリジンが溶解したジエチルエーテルに塩酸を通すことにより得られる。反応は、以下のとおりである。
{\displaystyle {\ce {C5H5N + HCl -> C5H6N+Cl- v}}}

## 酸性度
ピリジニウムイオンを含む塩化ピリジニウムのpKaは約5であり、典型的なアミンと比べて若干酸性である。これは、窒素原子の軌道混成のためで、窒素原子がSP3混成軌道にあるアンモニウムイオンと比べ、ピリジニウムイオンでは窒素原子がSP2混成軌道にあり、より電気陰性である。そのため、アミンよりも強い酸となり、塩基により脱プロトン化しやすくなる。